# Оливковоспинная эуфония
Оливковоспинная эуфония (лат. Euphonia gouldi) — вид птиц из семейства вьюрковых. Видовое латинское название дано в честь британского орнитолога Джона Гульда.
Длина тела 9,5 см, вес 12 г. У самца яркий оливково-зелёный верх, жёлтый лоб и отороченное жёлтым красновато-коричневое брюхо. У самки верх тела менее блестящий, чем у самца, лоб коричневый, нижняя сторона жёлтая, на брюхе имеется красновато-коричневое пятно. Оперение молодых птиц темнее и более тусклое, нижняя сторона имеет оливково-зелёную окраску.
Средой обитания вида являются влажные леса с высокими деревьями вторичных насаждений и прилегающими опушками, как правило, на высоте 750 м, иногда до 1000 м над уровнем моря.
Шарообразное гнездо со входом сбоку скрыто в дереве за эпифитами и мхами на высоте от двух до одиннадцати метров. В кладке, как правило, три белых яйца с коричневыми пятнами.
Вид разделяют на два подвида (E. g. gouldi и E. g. praetermissa), распространённых на низменности и в предгорьях от южной Мексики до западной Панамы.